# Adolf Albin
Pour les articles homonymes, voir Albin.
Adolf Albin (14 septembre 1848 à Bucarest, Roumanie - 1er février 1920) est un joueur d'échecs roumain.
Il découvrit les échecs relativement tard (vers ses 20 ans) et ne joua pas dans de grands tournois avant l'âge de 40 ans. Il obtint son meilleur résultat au tournoi de New York en 1893 où il décrocha la seconde place derrière Emanuel Lasker devant Jackson Showalter et Harry Nelson Pillsbury. Il participa au tournoi d'Hastings 1895. Il remporta des matchs contre des joueurs connus comme Wilhelm Steinitz
Albin a laissé son empreinte dans la théorie des ouvertures d'échecs avec deux variantes portant son nom : le contre-gambit Albin du gambit dame (1.d4 d5 2.c4 e5) et l'attaque Albin sur la défense française (1.e4 e6 2.d4 d5 3.Cc3 Cf6 4.Fg5 Fe7 5.e5 Cfd7 6.h4) aussi connue sous le nom d'attaque Alekhine-Chatard.